# Inline-Skaterhockey-Bundesliga 2017
Die Saison 2017 ist die 22. Spielzeit der Inline-Skaterhockey-Bundesliga, in der zum 32. Mal ein Deutscher Meister ermittelt wird. Ausrichter ist die Sportkommission Inline-Skaterhockey Deutschland im Deutschen Rollsport und Inline-Verband. Deutscher Meister wurden die Crash Eagles Kaarst durch einen Erfolg im Finale gegen die Samurai Iserlohn.

## Teilnehmer
| Klub                   | Standort    | Vorjahr                        | Play-offs                      |                                |
| ---------------------- | ----------- | ------------------------------ | ------------------------------ | ------------------------------ |
| Bissendorfer Panther   | Wedemark    | 8.                             | Viertelfinale                  |                                |
| Crash Eagles Kaarst    | Kaarst      | 2.                             | Finale                         |                                |
| Crefelder SC           | Krefeld     | 2. der 2. Bundesliga Nord      | 2. der 2. Bundesliga Nord      | 2. der 2. Bundesliga Nord      |
| Duisburg Ducks         | Duisburg    | 6.                             | Viertelfinale                  |                                |
| HC Köln-West Rheinos   | Köln        | 3.                             | Halbfinale                     |                                |
| Highlander Lüdenscheid | Lüdenscheid | 7.                             | Viertelfinale                  |                                |
| Miners Oberhausen      | Oberhausen  | Meister der 2. Bundesliga Nord | Meister der 2. Bundesliga Nord | Meister der 2. Bundesliga Nord |
| Rockets Essen          | Essen       | 1.                             | Deutscher Meister              |                                |
| Samurai Iserlohn       | Iserlohn    | 4.                             | Halbfinale                     |                                |
| Sauerland Steel Bulls  | Iserlohn    | 4. der 2. Bundesliga Nord      | 4. der 2. Bundesliga Nord      | 4. der 2. Bundesliga Nord      |
| TGW Kassel Wizards     | Baunatal    | 10.                            | -                              |                                |
| TV Augsburg            | Augsburg    | 5.                             | Viertelfinale                  |                                |

## Modus
Die 1. Bundesliga geht mit zwölf Mannschaften an den Start. Jede Mannschaft trifft in Hin- und Rückspiel auf jede andere Mannschaft. Für einen Sieg in regulärer Spielzeit gibt es drei Punkte. Endet eine Partie nach 60 Minuten unentschieden, folgt umgehend ein Penaltyschießen. Für einen Sieg nach Penaltyschießen gibt es zwei Punkte, für eine Niederlage nach Penaltyschießen einen Punkt. Bei Punktgleichheit zum Ende der Hauptrunde entscheidet der direkte Vergleich über die Rangfolge. Die ersten acht Mannschaften erreichen die Play-offs. Die Mannschaften auf den Rängen neun und zehn haben sich sportlich für die nächste Spielzeit qualifiziert. Die Teams auf den Rängen elf und zwölf steigen direkt in die 2. Bundesliga ab. Der Sieger der Play-offs ist Deutscher Meister.

## Vorrunde
|     | Mannschaft             | Sp | G  | GP | U | VP | V  | Tore    | +/− | P  |
| --- | ---------------------- | -- | -- | -- | - | -- | -- | ------- | --- | -- |
| 1.  | Crash Eagles Kaarst    | 22 | 17 | 1  | 0 | 0  | 04 | 233:151 | +82 | 53 |
| 2.  | Samurai Iserlohn       | 22 | 13 | 1  | 0 | 3  | 05 | 199:168 | +31 | 44 |
| 3.  | HC Köln-West Rheinos   | 22 | 12 | 3  | 0 | 1  | 06 | 190:162 | +28 | 43 |
| 4.  | Miners Oberhausen      | 22 | 12 | 2  | 0 | 0  | 08 | 192:153 | +39 | 40 |
| 5.  | Crefelder SC           | 22 | 11 | 2  | 0 | 1  | 08 | 175:155 | +20 | 38 |
| 6.  | SHC Rockets Essen      | 22 | 10 | 2  | 0 | 0  | 10 | 203:200 | +03 | 34 |
| 7.  | Sauerland Steel Bulls  | 22 | 08 | 1  | 0 | 3  | 10 | 159:190 | −31 | 29 |
| 8.  | Highlander Lüdenscheid | 22 | 08 | 2  | 0 | 1  | 11 | 161:170 | −09 | 29 |
| 9.  | Duisburg Ducks         | 22 | 08 | 1  | 0 | 0  | 13 | 142:165 | −23 | 26 |
| 10. | Bissendorfer Panther   | 22 | 06 | 0  | 0 | 6  | 10 | 127:146 | −19 | 24 |
| 11. | TV Augsburg            | 22 | 06 | 0  | 0 | 1  | 15 | 162:206 | −44 | 19 |
| 12. | TGW Kassel Wizards     | 22 | 03 | 3  | 0 | 2  | 14 | 149:226 | −77 | 17 |

Abkürzungen: Sp = Spiele, G = Siege, GP = Siege nach Penaltyschießen, U = Unentschieden, VP = Niederlage nach Penaltyschießen V = Niederlagen, P = Punkte

Erläuterungen:

## Play-offs
(Modus „Best-of-Three“)

### Play-off-Baum
| Viertelfinale | Viertelfinale          | Viertelfinale        |   |                      | Halbfinale | Halbfinale | Halbfinale |  |  | Finale | Finale | Finale |
|               |                        |                      |   |                      |            |            |            |  |  |        |        |        |
| 1             | Crash Eagles Kaarst    | 2                    |   |                      |            |            |            |  |  |        |        |        |
| 8             | Highlander Lüdenscheid | 1                    |   |                      |            |            |            |  |  |        |        |        |
| 8             | Highlander Lüdenscheid | 1                    | 1 | Crash Eagles Kaarst  | 2          |            |            |  |  |        |        |        |
|               |                        |                      | 1 | Crash Eagles Kaarst  | 2          |            |            |  |  |        |        |        |
|               | 4                      | Miners Oberhausen    | 0 |                      |            |            |            |  |  |        |        |        |
| 4             | 4                      | Miners Oberhausen    | 0 | Miners Oberhausen    | 2          |            |            |  |  |        |        |        |
| 4             |                        |                      |   | Miners Oberhausen    | 2          |            |            |  |  |        |        |        |
| 5             | Crefelder SC           | 1                    |   |                      |            |            |            |  |  |        |        |        |
| 5             | Crefelder SC           | 1                    | 1 | Crash Eagles Kaarst  | 2          |            |            |  |  |        |        |        |
|               |                        |                      |   | Crash Eagles Kaarst  | 2          |            |            |  |  |        |        |        |
|               | 2                      | Samurai Iserlohn     | 1 |                      |            |            |            |  |  |        |        |        |
| 2             | 2                      | Samurai Iserlohn     | 1 | Samurai Iserlohn     | 2          |            |            |  |  |        |        |        |
| 2             |                        |                      |   | Samurai Iserlohn     | 2          |            |            |  |  |        |        |        |
| 7             | Sauerland Steel Bulls  | 0                    |   |                      |            |            |            |  |  |        |        |        |
| 7             | Sauerland Steel Bulls  | 0                    | 2 | Samurai Iserlohn     | 2          |            |            |  |  |        |        |        |
|               |                        |                      | 2 | Samurai Iserlohn     | 2          |            |            |  |  |        |        |        |
|               | 3                      | HC Köln-West Rheinos | 0 |                      |            |            |            |  |  |        |        |        |
| 3             | 3                      | HC Köln-West Rheinos | 0 | HC Köln-West Rheinos | 2          |            |            |  |  |        |        |        |
| 3             |                        |                      |   | HC Köln-West Rheinos | 2          |            |            |  |  |        |        |        |
| 6             | Rockets Essen          | 0                    |   |                      |            |            |            |  |  |        |        |        |

### Viertelfinale
|                      |   |                        | Serie | 1    | 2           | 3   |
| -------------------- | - | ---------------------- | ----- | ---- | ----------- | --- |
| Crash Eagles Kaarst  | – | Highlander Lüdenscheid | 2:1   | 10:6 | 7:9         | 9:3 |
| Samurai Iserlohn     | – | Sauerland Steel Bulls  | 2:0   | 19:9 | 10:3        | -   |
| HC Köln-West Rheinos | – | Rockets Essen          | 2:0   | 9:3  | 12:10 n. V. | -   |
| Miners Oberhausen    | – | Crefelder SC           | 2:1   | 5:4  | 5:16        | 9:7 |

### Halbfinale
|                     |   |                      | Serie | 1    | 2         | 3 |
| ------------------- | - | -------------------- | ----- | ---- | --------- | - |
| Crash Eagles Kaarst | – | Miners Oberhausen    | 2:0   | 13:3 | 9:4       | - |
| Samurai Iserlohn    | – | HC Köln-West Rheinos | 2:0   | 8:5  | 7:6 n. V. | - |

### Finale
|                     |   |                  | Serie | 1    | 2     | 3    |
| ------------------- | - | ---------------- | ----- | ---- | ----- | ---- |
| Crash Eagles Kaarst | – | Samurai Iserlohn | 2:1   | 4:11 | 14:10 | 12:4 |

## Aufsteiger
Aus der 2. Bundesliga steigen die Commanders Velbert (Meister der 2. Bundesliga Nord) und die Düsseldorf Rams (2. der 2. Bundesliga Nord) direkt in die 1. Bundesliga auf. Die gemeinsamen Play-offs der beiden Zweitliga-Staffeln entscheiden über den Aufstieg. Beide Teams haben ihre jeweiligen Halbfinalserien gewonnen. Zweitliga-Meister wurden die Düsseldorf Rams.

## Pokalsieger
Im Endspiel um den Deutschen Inline-Skaterhockey-Pokal 2017 gewannen die Samurai Iserlohn am 30. September 2017 gegen die Rockets Essen in Krefeld mit 7:6.